# 송승환
송승환(宋承桓, 1957년 1월 10일~)은 대한민국의 배우, 사회자, 라디오 DJ, 공연 제작자, 대학 교수이다. 휘문고등학교와 한국외국어대학교 아랍어과를 명예 졸업했다.
1965년 아역 성우로 데뷔하여 청춘 스타로 활동했다. 제작자로 변신한 후에는 뮤지컬 퍼포먼스인 《난타》를 총지휘하면서 1998년 한국뮤지컬대상 특별상을 수상했다. 전 명지대학교 예술체육대학 영화뮤지컬학부 교수, 전 성신여자대학교 융합문화예술대학 문화예술경영학과 교수이자 현재 PMC프로덕션의 회장, 예술감독이다.

## 생애
1965년 KBS에서 아역 배우로 데뷔했고, 1977년부터 1988년까지 극단 '76극장'의 단원으로 활약하였다. 1989년부터 1995년까지 환 퍼포먼스의 대표로 재직하였으며, 1996년부터 2012년까지 PMC프로덕션 창립 대표이사로, 2005년부터 2010년까지 명지대학교 영화 뮤지컬학부 부교수로, 2010년부터 2012년까지 성신여자대학교 융합문화예술대학 학장으로, 2011년부터 2012년까지 한국뮤지컬협회 이사장을 재임하였다. 2012년부터 현재까지 PMC프러덕션 회장 및 예술감독, 성신여대 융합문화예술대학교수, 문화융성위원회위원으로 활동하고 있다.
2015년 7월에 2018년 제23회 평창 동계올림픽 개·폐회식의 총감독으로 선임됐다.
평창 동계올림픽의 개·폐회식 총괄감독 경력을 바탕으로, 올림픽 개·폐회식의 해설위원으로도 나서기 시작했다. KBS에서 2020년 하계 올림픽과 2022년 동계 올림픽의 개·폐회식 해설위원을 맡았다.

## 수상
- 1968년 동아 연극상 특별상 (극단 광장 학마을 사람들)
- 1982년 제21회 백상예술대상 연극부문 남자최우수연기상 (극단 실험극장 에쿠우스)
- 1994년 서울연극제 남자연기상 (극단반도 영원한 제국)
- 1998년 동아 연극상 작품상 ((주)피엠씨 프러덕션 남자충동)
- 1998년 한국 뮤지컬 대상 특별상 ((주)피엠씨 프러덕션 난타)
- 2005년 올해의 예술상 ((주)피엠씨프러덕션 벽속의요정)
- 2006년 타워상 (러시아 정부 수여)
- 2006년 한국 CEO 그랑프리 문화 CEO 상 수상
- 2007년 제13회 한국뮤지컬 대상 프로듀서상
- 2007년 제56회 서울시 문화상 연극분야 수상
- 2008년 대한민국 문화예술상
- 2008년 서울관광대상 수상
- 2009년 외대를 빛낸 동문상 수상
- 2012년 대중문화예술상 보관문화훈장 수상
- 2015년 제4회 예그린어워드 예그린상
- 2019년 체육훈장 맹호장

## 학력
- 보성중학교 졸업
- 휘문고등학교 졸업
- 한국외국어대학교 명예졸업

## 경력
- 1989년 환 퍼포먼스 대표
- 1997년 ~ 2012년 3월] PMC프러덕션 공동대표이사
- 1997년 뮤지컬 퍼포스 난타 총지휘
- 2002년 문화산업포럼 공동대표
- 2005년 3월 명지대학교 문화예술학부 교수
- 2009년 4월 제주특별자치도 문화홍보대사
- 2010년 7월 DMZ다큐영화제 조직위원
- ~ 2010년 8월 명지대학교 영화뮤지컬학부 교수
- 2010년 9월 성신여자대학교 융합문화예술대학 학장
- 2010년 9월 ~ 2018년 6월 성신여자대학교 문화예술경영학과 교수
- 2011년 1월 제2대 한국뮤지컬협회 이사장
- 2011년 2월 제92회 전국체육대회 개폐회식 총감독
- 2012년 3월 ~ PMC프러덕션 예술총감독
- 2012년 7월 제1회 서울뮤지컬페스티벌 조직위원장
- 2012년 ~ 2015년 삼성카드(주) 사외이사
- 2012년 11월 구세군 자선냄비 홍보대사
- 문화융성위원회 위원
- 2015년 3월 ~ 2018년 2월 세종문화회관 이사회 선임이사
- 2015년 7월 ~ 2018년 2월 제23회 평창동계올림픽 개폐회식 총감독
- 2015년 ~ 2016년 국민경제자문회의 혁신경제분과 위원

## 출연작

### 영화
- 《주고 싶은 마음》 (1976년)
- 《꿈나무》 (1978년)
- 《오빠하고 누나하고》 (1979년)
- 《가시를 삼킨 장미》 (1979년)
- 《춘자는 못말려》 (1980년)
- 《색깔있는 여자》 (1981년)
- 《갈채》 (1982년)
- 《내 인생은 나의 것》 (1983년)
- 《스물하나의 비망록》 (1983년)
- 《연인들의 이야기》 (1983년)
- 《가고파》 (1984년)
- 《나도 몰래 어느새》 (1984년)
- 《낮과 밤》 (1984년)
- 《젊은 시계탑》 (1984년)
- 《랏슈》 (1989년)
- 《홀로 서는 그날에》 (1990년)
- 《달은... 해가 꾸는 꿈》 (1992년)
- 《굳세어라 금순아》 (2002년)
- 《아리랑》 (2003년)
- 《별빛 속으로》 (2007년)

### 드라마
- KBS 《똘똘이의 모험》 (1969년)
- KBS 《얄개전》 (1969년)
- MBC 금요연속극 《그 머슴애》 (1970년)
- TBC 일일연속극 《딸》 (1970년)
- TBC 일일연속극 《아씨》 (1970년)
- MBC 목요연속극 《사돈댁》 (1970년)
- KBS 일일연속극 《여로》 (1972년) ... 기웅 역
- MBC 주간단막극 《제3교실》 (1975년)
- MBC 어린이연속극 《달려라 삼총사》 (1976년)
- KBS 일일연속극 《행복의 문》 (1977년)
- MBC 일일연속사극 《옥녀》 (1977년)
- TBC 금요드라마 《겨울새》 (1978년)
- KBS 江시리즈 《한강》 (1978년)
- MBC 어린이연속극 《X 수색대》 (1978년)
- KBS 성탄특집드라마 《성야의 아이들》 (1978년)
- KBS 일일연속극 《장미의 거리》 (1979년)
- KBS 8.15특집극 《대한국인》 (1979년) ... 유동하 역
- KBS 3.1절특집극 《그 하늘아래》 (1980년)
- MBC 주말연속극 《딸》 (1980년)
- KBS 월요드라마 《새댁》 (1980년)
- KBS 청소년드라마 《억척선생 분투기》 (1981년) ... 재수생 문영 역
- MBC 정치드라마 《제1공화국》 (1981년)
- KBS 수요드라마 《민들레》 (1981년) ... 희수 역
- MBC 일일연속극 《사랑합시다》 (1981년)
- MBC 일일연속극《다녀왔읍니다》 (1983년)
- KBS 특집극 미니시리즈《불타는 바다》 (1984년)
- KBS 100분 드라마 《겨울에 심은 나무》 (1984년)
- KBS 드라마 《간호병동》(1984년~1985년)
- KBS 일일연속극 《세노야》 (1989년)
- MBC 월화드라마 《거인》 (1989년) ... 구중빈 역
- KBS1 특집드라마 《1990년 12월 24일 눈 쏟아짐》
- KBS2 수목드라마 《저린 손 끝》 (1991년) ... 박민기 역
- MBC 주말연속극 《고개숙인 남자》 (1991년) ... 황용준 역
- SBS 개국특집극 《고래의 꿈》 (1991년) ... 이수남 역
- MBC 월화드라마 《분노의 왕국》 (1992년) ... 이백수 역
- MBC 아침드라마 《두 자매》 (1992년)
- MBC 월화드라마 《창밖에는 태양이 빛났다》 (1992년) ... 한태규 역
- SBS 창사특집극 《어디로 가나》(1992년)
- SBS 월화드라마 《댁의 남편은 어떠십니까》 (1993년) ... 오진우 역
- KBS2 일일연속극 《사랑은 못말려》 (1993년) ... 근석 역
- KBS2 월화드라마 《한명회》 (1994년) ... 문종
- KBS1 특집드라마 《빈 잔의 축배》(1994년)
- KBS2 주말연속극 《목욕탕집 남자들》 (1995년 ~ 1996년) ... 염병렬 역
- KBS2 아침드라마 《유혹》 (1996년 ~ 1997년) ... 남편 역
- SBS 월화드라마 《연어가 돌아올 때》 (1996년 ~ 1997년) ... 주진모 역
- MBC 단막극 《MBC 베스트극장 사랑에 관한 몇 가지 편견》 (1996년)
- KBS2 아침드라마 《신부의 방》 (1997년 ~ 1998년)
- MBC 청춘시트콤 《남자 셋 여자 셋》 (1997년) ... 김우필 역
- MBC 단막극 《MBC 베스트극장 섹스, 거짓말 그리고 성격차》 (1997년) ... 형찬 역
- MBC 단막극 《MBC 베스트극장 약속》 (1998년)
- KBS1 아침드라마 《TV소설 누나의 거울》 (1999년)
- MBC 단막극 《MBC 베스트극장 인연》 (1999년)
- SBS 일요드라마 《카이스트》 (2000년)
- MBC 월화드라마 《아줌마》 (2000년 ~ 2001년) ... 박재하 역
- KBS2 일일시트콤 《멋진 친구들 Ⅱ》 (2001년)
- KBS2 주말연속극 《내사랑 누굴까》 (2002년) ... 탁기환 역
- MBC 월화드라마 《고백》 (2002년) ... 윤도섭 역
- MBC 수목드라마 《아일랜드》 (2004년) ... 박사장 역
- MBC 주말연속극 《누나》 (2006년 ~ 2007년) ... 민준기 역
- SBS 월화연속극 《떼루아》 (2008년 ~ 2009년) ... 양승걸 역
- MBC 주말특별기획드라마 《내 마음이 들리니》 (2011년) ... 최진철 역
- JTBC 주말연속극 《무자식 상팔자》 (2012년) ... 안희명 역
- KBS2 주말연속극 《부탁해요, 엄마》 (2015년) ... 장철웅 역
- SBS 주말드라마 《그래, 그런거야》 (2016년) ... 유경호 역
- MBC 수목드라마 《봄밤》 (2019년) ... 이태학 역
- SBS 월화드라마 《라켓소년단》 (2021년) ... 이승헌 역
- KBS2 주말연속극 《삼남매가 용감하게》 (2022년) ... 김행복 역

### 연극
- 《학마을사람들》
- 《관객모독》
- 《고도를 기다리며》
- 《에쿠우스》
- 《미국에산다》
- 《유리동물원》
- 《아마데우스》
- 《밤으로의 긴여로》
- 《갈매기》
- 《로미오와줄리엣》
- 《사의찬미》
- 《너에게나를보낸다》
- 《영원한제국》
- 《아트》
- 《갈매기》

### 마술
- 《코엑스아티움 마티네콘서트》

### 뮤지컬
- 《라카지》

### 예능
- MBC 《장학퀴즈》 (1973년) 진행
- KBS2 《젊음의행진》 (1981년) 진행
- KBS 《100분쇼》 (1981년) 진행
- KBS2 《가요톱10》 (1981년) 진행
- KBS1 《쇼 특급》 (1989년) 진행
- MBC 《퀴즈 집중탐구 세기의 걸작》 (1992년) 진행
- KBS 《빅 브라더스》 (2011년) 진행
- MBC 《선택! 토요일이 좋다》 (1993년) 진행
- MBC 《한밤의 데이트》 (1994년) 진행
- KBS2 《특종 웃음대결》 (1995년) 진행
- HBS 《연예특급》 (1995년) 진행
- SBS 《천만원게임》(1997년 ~ 1998년)
- KBS2 《시사난타 세상보기》 (2001년) 진행
- EBS 《문화산책》 (2007년) 진행
- MBC 《댄싱 위드 더 스타 2》 (2012년) 심사위원
- 채널A 《스타 패밀리 송》 (2013년) 진행
- TV조선 《송승환의 초대》 MC

### 교양
- TV조선 《스타다큐 마이웨이》

## 그 외 출연작

### 라디오 프로그램
- KBS 《별들의 합창》 (1981년) 진행
- KBS 제2라디오 《밤을 잊은 그대에게》 (1981년) 진행
- CBS 《송승환의 가정살롱》 (1991년) 진행
- KBS 《송승환의 음악앨범》 (1992년) 진행
- SBS 《안녕하세요 강부자 송승환입니다》 (1997년) 진행
- KBS 제1라디오 《송승환의 문화읽기》 (2000년) 진행
- MBC 표준FM 《여성시대》 (2004년~2007년) 진행

### 광고
- 1981년 빙그레 포미콘
- 1982년 빙그레 세마시
- 1982년 빙그레 빛나바
- 1982년 빙그레 펀치바
- 1982년 ~ 1983년 빙그레 젤라콘
- 1990년 매너티
- 1992년 롯데네슬레코리아 네스카페 골드브랜드
- 1995년 SK텔레콤 디지털017 (KBS 목욕탕집 남자들 팀으로 출연)
- 1996년 라이온코리아 덴타시스템 칫솔치약
- 1996년 삼성전자 삼성와이드폰 (KBS 목욕탕집 남자들 팀으로 출연)
- 1996년 남양유업 아인슈타인 (양희경과 함께 KBS 목욕탕집 남자들 팀으로 출연)
- 2000년 평안섬유 PAT
- 2000년 삼성증권 (MBC 아줌마 팀으로 출연)
- 2001년 한독 훼스탈플러스
- 2002년 에듀토피아 에이플넷
- 2004년 SK그룹
- 2006년 공익광고협의회 문화체험 캠페인
- 2006년 ING생명
- 2006년 PMC 프로덕션 어린이 난타
- 2010년 PMC 프로덕션 뮤지컬 오즈의 마법사
- 2011년 신한생명
- 2014년 공익광고협의회 화합과소통 캠페인
- 2014년 ~ 2015년 국립중앙박물관 호두까기인형
- 2015년 라카지
- 2018년 기아 K9

## 도서
- 《세계를 난타한 남자 문화 CEO 송승환》
- 《창의력 소년 송승환, 세상을 난타하다》

## 제작 작품
- 《LUV》
- 《우리집 식구는 아무도 못말려》
- 《고래사냥》
- 《남자충동》
- 《난타》
- 《달고나》
- 《벽속의 요정》
- 《대장금》
- 《젊음의행진》
- 《형제는 용감했다》
- 《금발이너무해》
- 《뮤직인마이하트》
- 《뮤직쇼웨딩》
- 《2018년 동계 올림픽 개막식》
- 《2018년 동계 올림픽 폐회식》

## 서훈
- 2012년 보관문화훈장 (3등급)